# Martin Lauer
Karl-Martin Lauer (ur. 2 stycznia 1937 w Kolonii, zm. 6 października 2019 w Lauf an der Pegnitz) – zachodnioniemiecki lekkoatleta, płotkarz, sprinter i wieloboista, mistrz olimpijski i mistrz Europy.
Był wszechstronnym lekkoatletą. Na igrzyskach olimpijskich w 1956 w Melbourne, startując we wspólnej reprezentacji olimpijskiej obu państw niemieckich zajął 4. miejsce w biegu na 110 metrów przez płotki oraz 5. miejsce w dziesięcioboju. Na mistrzostwach Europy w 1958 w Sztokholmie zdobył złoty medal w biegu na 110 metrów przez płotki.
7 lipca 1958 w Zurychu Lauer ustanowił rekord świata w biegu na 110 metrów przez płotki z wynikiem 13,2 s (był to również rekord świata na 120 jardów przez płotki), a niespełna godzinę później rekord świata w biegu na 200 metrów przez płotki czasem 22,5 s. W tym roku został zwycięzcą pierwszej edycji plebiscytu na Lekkoatletę Roku miesięcznika Track & Field News. Otrzymał także tytuł Sportowca Roku w RFN.
Na igrzyskach olimpijskich w 1960 w Rzymie, również we wspólnej reprezentacji olimpijskiej obu państw niemieckich, został mistrzem olimpijskim w sztafecie 4 × 100 metrów (bieg finałowy wygrała sztafeta USA, ale została zdyskwalifikowana za przekroczenie strefy zmian). Biegł na ostatniej zmianie, a przed nim Bernd Cullmann, Armin Hary i Walter Mahlendorf. Wyrównali oni rekord świata z wynikiem 39,5 s. W biegu na 110 metrów przez płotki Lauer ponownie zajął 4. miejsce.
Krótko po igrzyskach Lauer doznał zakażenia krwi wskutek zastrzyku niesterylizowaną igłą. W jego następstwie miał mieć amputowaną lewą nogę, czego udało się uniknąć. Na igrzyskach olimpijskich w 1964 w Tokio był dziennikarzem sportowym.
Po przymusowym zakończeniu wyczynowego uprawiania sportu Lauer zrobił karierę jako piosenkarz śpiewający w stylu schlager.
Był mistrzem RFN na 110 m przez płotki w latach 1956–1960, na 200 m przez płotki w latach 1957–1960, w sztafecie 4 × 100 m w latach 1956–1960, a w dziesięcioboju w 1956 i 1959.

## Dyskografia
- Taxi nach Texas (1985)